# Charlotte von Stein

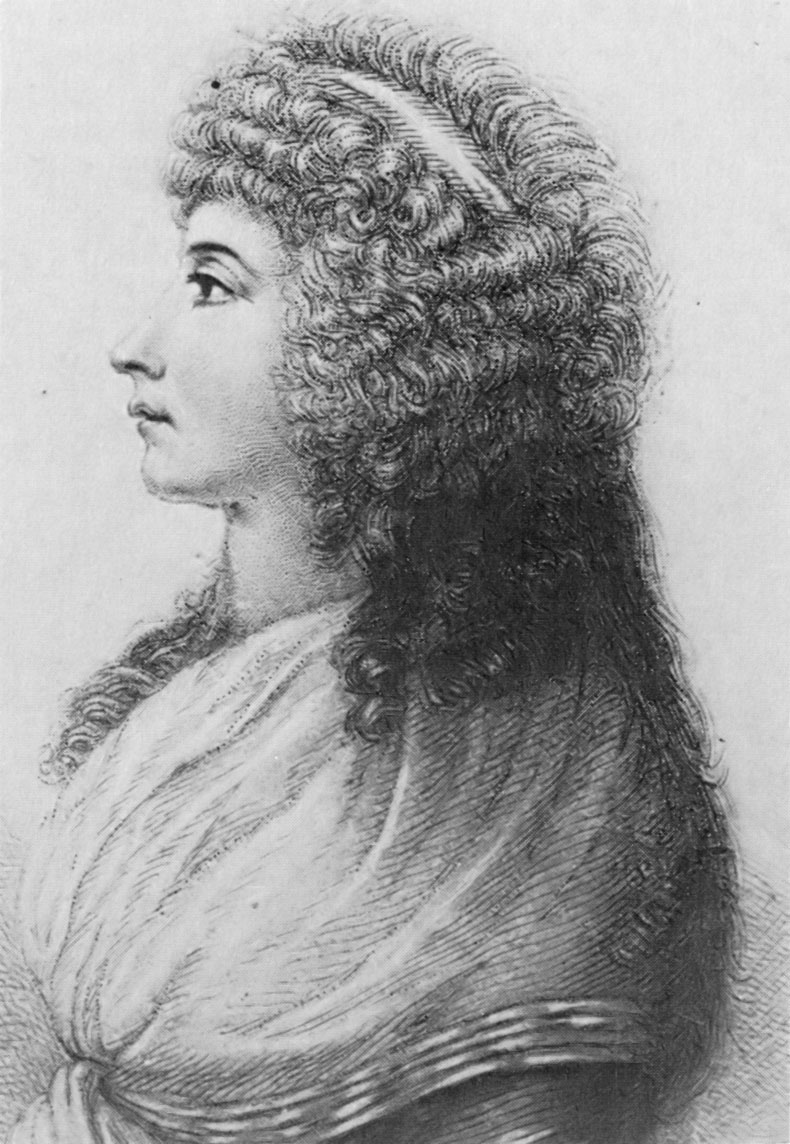
Charlotte von Stein

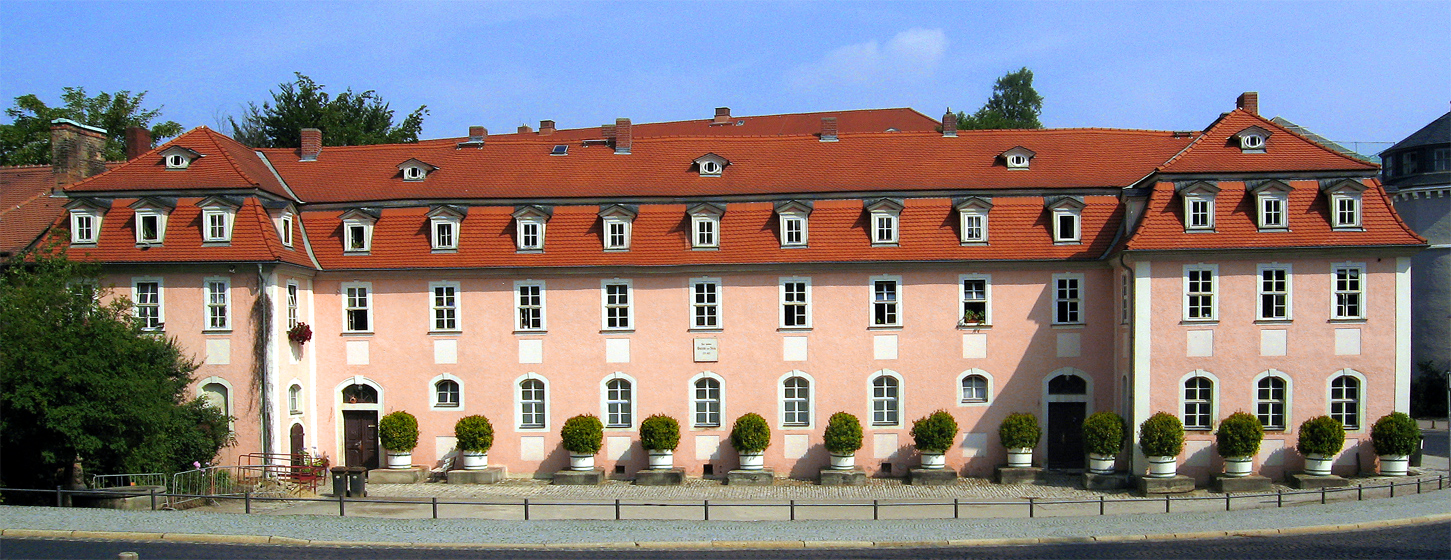
Das Haus der Frau von Stein, Ackerwand 25–27 in Weimar

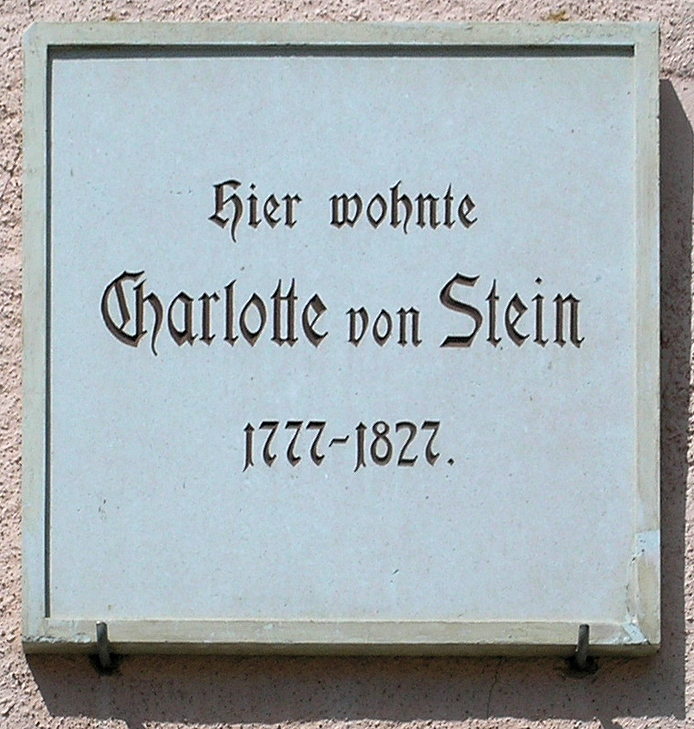
Gedenktafel am Haus Ackerwand 25–27

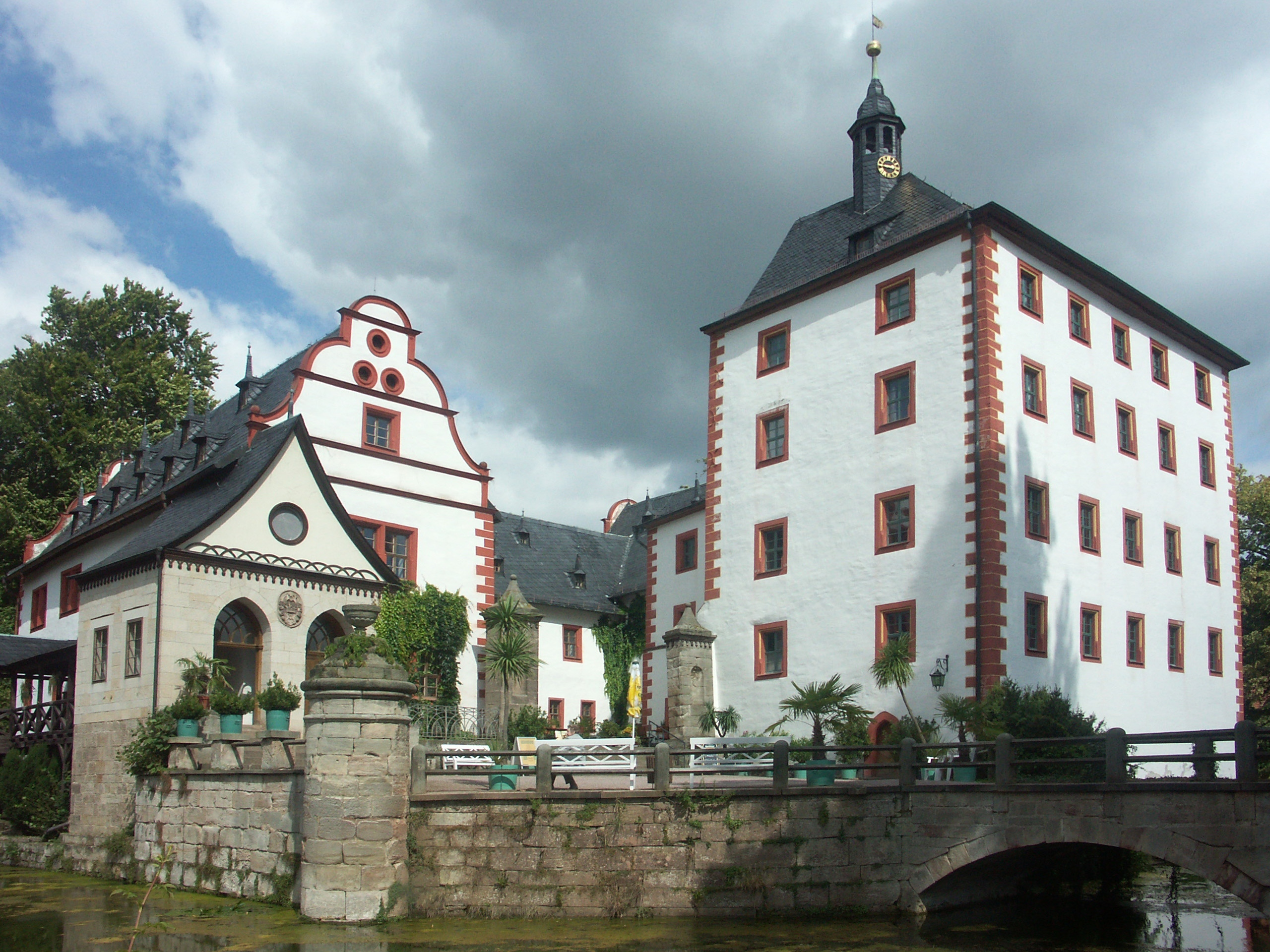
Schloss Kochberg

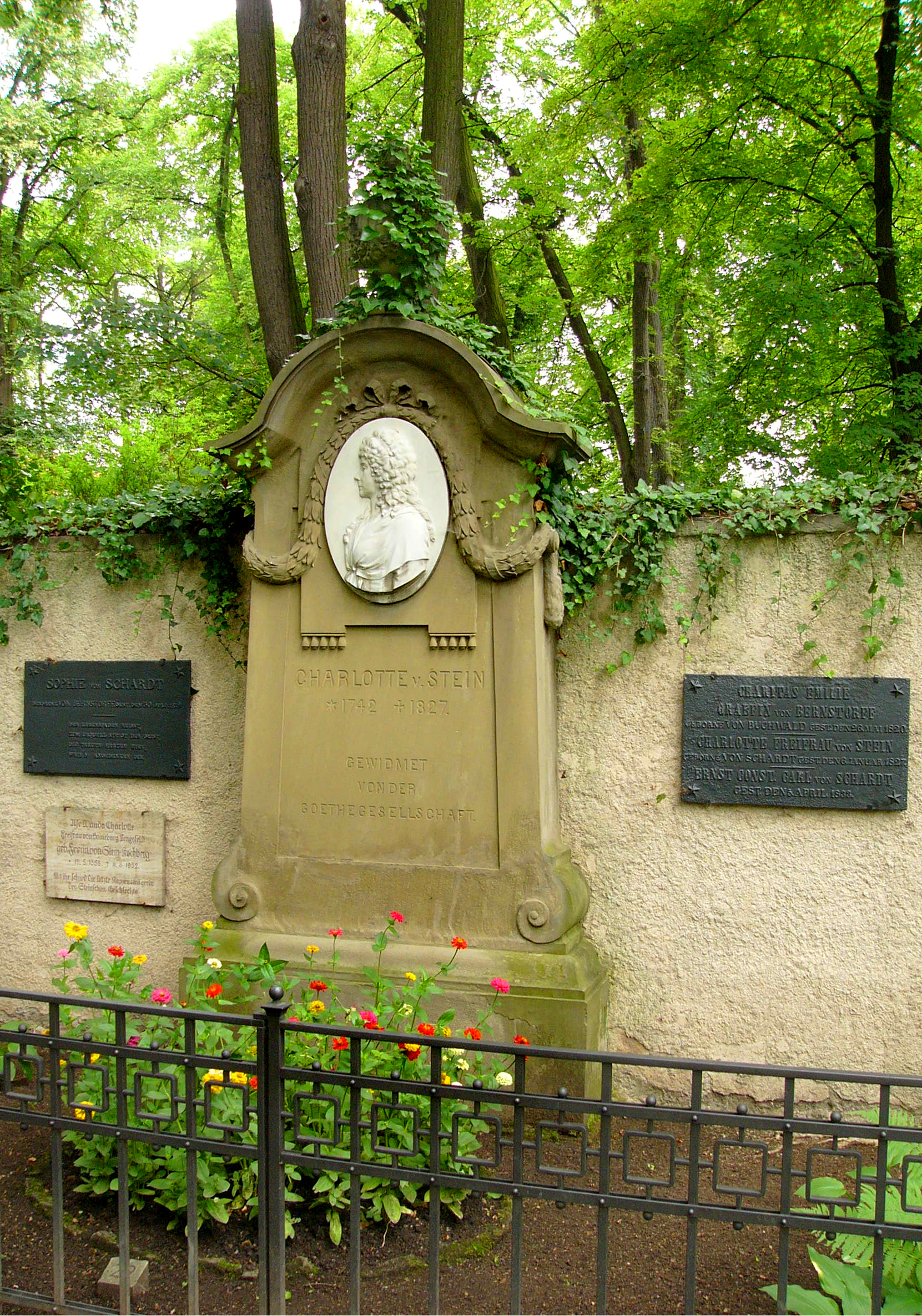
Grab der Charlotte von Stein auf dem Historischen Friedhof Weimar

Charlotte Albertine Ernestine Freifrau von Stein, geborene von Schardt (auch erwähnt als Charlotta Ernestina Bernardina; * 25. Dezember 1742 in Eisenach; † 6. Januar 1827 in Weimar), war eine Hofdame der Herzogin Anna Amalia und enge Vertraute von Herzogin Luise von Sachsen-Weimar-Eisenach (geb. von Hessen-Darmstadt), zudem enge Freundin von Johann Wolfgang von Goethe, Johann Gottfried von Herders Familie und Friedrich von Schiller, deren Werk und Leben stark durch sie beeinflusst wurde. Sie war eine ältere Schwester von Ernst Carl Constantin von Schardt.

## Leben
Charlotte von Stein – durch ihre Beziehung zu Goethe in die deutsche Literaturgeschichte eingegangen – war die Tochter des Herzoglich-Sächsischen Kammerjunkers und späteren Hofmarschalls Johann Wilhelm Christian von Schardt und Concordia Elisabeth geb. Irving of Drum. Sie verlebte ihre Kindheit und Jugend in der Scherfgasse 3, dem als Palais Schardt bekannten Gebäude. Sie vermählte sich als Hofdame der Herzogin Anna Amalia am 8. Mai 1764 mit dem herzoglichen Stallmeister von Sachsen-Weimar-Eisenach, Gottlob Ernst Josias Friedrich von Stein (* 15. März 1735; † 27. Dezember 1793 in Großkochberg). Als schwärmerische Verehrerin von Goethe lernte sie diesen im November 1775 persönlich kennen und wurde, fast sieben Jahre älter als er und bereits Mutter von sieben Kindern, von ihm bald glühend geliebt. In ungefähr 1700 Briefen ist Goethes Liebe zu Charlotte von Stein dokumentiert: Verzweifelt rang er um die Gunst der Hofdame, die trotz ihrer Faszination für Goethe anfänglich reserviert auf seine Bestürmungen reagierte. Von 1779 bis 1781 war, wenn auch nur in den Wintermonaten, Goethe ihr Wohnungsnachbar. Der wohnte in der Seifengasse 16.
Als Goethe 1786 zu einer fast zweijährigen Reise nach Italien aufbrach, erlitt die Beziehung einen Bruch, der auch nach Goethes Rückkehr nicht mehr zu kitten war. Zudem erschwerte Goethes Beziehung zu Christiane Vulpius eine spätere Annäherung: Dass der Dichter die aus einfachen Verhältnissen stammende Vulpius ihr vorzog, hat Charlotte von Stein lange nicht verkraftet.
In ihrem Stück Dido, das erst nach ihrem Tod herausgegeben wurde (Leipzig 1867), finden sich Anspielungen auf ihre Beziehung zu Goethe und zu anderen Hofangehörigen.
Der Frage, ob diese Liebe nur erotisch-platonischer oder auch sexueller Art war, sind zahlreiche Spekulationen nachgegangen, die alle gleich unfruchtbar waren. Fest steht nur, dass diese Liebesbeziehung sowohl für Goethe als auch für Charlotte von Stein von enormer lebensgeschichtlicher Bedeutung war.
Dass der Ehemann Josias von Stein (vermutlich) nicht auf diese Beziehung reagiert hat, ist innerhalb des adligen Weimarer Kreises nichts Ungewöhnliches: Da Ehen in erster Linie aus wirtschaftlichen Gründen geschlossen wurden, reagierten beispielsweise auch die Ehemänner Wilhelm von Wolzogen und Heinrich von Kalb auf die Affären ihrer Frauen nicht.
Erst nach vielen Jahren gestaltete sich zwischen beiden wieder ein gewisses Freundschaftsverhältnis, das bis zum Tode der Frau von Stein, die bereits 1793 Witwe geworden war, andauerte. Auch im Briefwechsel Goethes mit seiner Frau lässt sich das ablesen. So hatten die Goethes ihren Sohn August von Goethe auch öfter zum Unterricht und zum Spielen zu ihr geschickt.
Die Briefe Charlotte von Steins weisen auf eine Persönlichkeit, die ebenso von kühler Reserviertheit und Scharfsinn als auch einem hohen Maß an Sensibilität geprägt war. Eine Ähnlichkeit zu Goethes Schwester ist hiermit unverkennbar.
Charlottes schönstes Ehrendenkmal bleiben Goethes Briefe an Frau von Stein aus den Jahren 1776–1820. Eine wertvolle Ergänzung haben sie erhalten durch die von Goethe aus Italien an sie gerichteten, aber von ihm für die Ausarbeitung seiner Italienischen Reise zurückerbetenen Briefe, die, vorher im Goethe’schen Hausarchiv zu Weimar aufbewahrt, durch die Goethe-Gesellschaft (Weimar 1886) veröffentlicht wurden. Ihre eigenen Briefe an Goethe hat Frau von Stein sich zurückgeben lassen, von ihrem Verbleib ist nichts bekannt. Zahlreiche Briefe sind in dem Werk Charlotte von Schiller und ihre Freunde enthalten.

## Werke
- Rino (1776)
- Dido (1794)
- Neues Freiheitssystem oder die Verschwörungen gegen die Liebe (1798)
- Die zwey Emilien (1800)

Charlotte von Stein schrieb vier Dramen, deren Autorschaft nicht in Zweifel steht. Davon wurde eines zu ihren Lebzeiten veröffentlicht. 1803 erschien Die zwey Emilien anonym, aber mit Schillers Namen auf der Titelseite. 1923 wurde der Text unter dem Namen der Autorin neu aufgelegt.
Ein zweites, verlorengegangenes Drama, Die Probe, wurde 1809 veröffentlicht und könnte Charlotte von Stein zugeschrieben werden. Außerdem schrieb sie zwei weitere unbenannte und inzwischen verlorengegangene Werke: eine Geschichte, die möglicherweise eine Bearbeitung einer französischen Geschichte war, und eine weitere Komödie.

## Sonstiges
In seinem Buch Goethe und Anna Amalia – Eine verbotene Liebe behauptet Ettore Ghibellino, zwischen der Herzogin Anna Amalia und Goethe habe es eine „Affäre“ gegeben. Charlotte von Stein habe nur geholfen, diese vor der Öffentlichkeit zu verschleiern. Goethes Briefe an sie hätten Anna Amalia gegolten. Diese These wird jedoch von der Mehrheit der Fachleute abgelehnt.
Dementgegen gelangt Veit Noll in einer Untersuchung Goethe im Wahnsinn der Liebe anhand eines Bekenntnisses von Goethe, seiner Briefe und seines Verhaltens zu der Auffassung, dass Goethe 1786 ursprünglich mit Charlotte und Fritz von Stein aus Weimar entfliehen und „ohne Stand und Namen“ in der freien Welt leben wollte. Charlotte von Stein musste bei tiefer Gegenliebe aus inneren und persönlichen Gründen ablehnen. So wandelte Goethe seine Flucht in die Reise nach Italien um. In Anbetracht von Goethes Schweigen über sein Wegbleiben, wenigen, schleierhaften Briefen von unbekanntem Ort und ihrer Unkenntnis der von Goethe für sie geschriebenen Reisetagebücher bis Dezember 1786 wird die von ihr empfundene Frustration verständlich. Sie war der Meinung, er habe sie mit ihrer Absage nun auf immer verlassen (vgl. An den Mond nach meiner Manier). Goethe seinerseits fügte sich auf der Reise wieder in das „platonisch liebende Verhältnis“ und rang um ihre Liebe, wie den Reisetagebüchern zu entnehmen ist. Auch kann es als nahezu gesichert gelten, dass Charlotte von Stein den Wunsch nach Sinnlichkeit von Goethe, nach der der Liebende auch immer wieder strebte, nicht gewähren ließ, nicht zulassen konnte. Dies wird sowohl aus Nolls Ausführungen zu den harten, zeitgenössischen Strafregeln bei Ehebruch als auch aus der von ihm dargestellten Konkurrenzsituation der achtgebenden, nach Goethe strebenden Fürstin Anna Amalia deutlich. Eine Ehescheidung war für Charlotte von Stein undenkbar und unpraktikabel. Da sie ihre entscheidende eheliche Aufgabe mit mehreren Kindern erfüllte, kam eine Ehescheidung nur aus höchst bösartigen Gründen mit entsprechendem Verfahren in Betracht. Nichtharmonie der Ehegatten oder die Liebe zu einer anderen Person reichten für eine Ehescheidung nicht aus. Eine Ehe wurde auf Lebenszeit geschlossen, die Liebe hatte der Ehe, nicht die Ehe der Liebe zu folgen. Ehescheidung oder Ehebruch hätten im Übrigen in der absolutistischen Gesellschaft ganz erhebliche Nachteile für die Reputation sowohl der Stein’schen Familie, einschließlich ihrer Kinder, als auch ihrer Herkunftsfamilie bewirkt. Charlotte von Steins Verhalten ist demnach keine persönlich-psychologische Kälte, sondern kopfgesteuerte Anpassung an das gesellschaftlich Gebotene. Veit Noll analysiert des Weiteren, wie Goethe sein Konfliktverhältnis in Bezug auf Charlotte und Josias von Stein in der Iphigenie reflektiert. In diesem Rahmen wird sowohl Charlotte von Steins Bekenntnis zur Ehe als auch Josias von Stein – eben nicht gleichgültige – Akzeptanz eines freundschaftlichen Verhältnisses von Goethe und Charlotte von Stein verständlich. Augenscheinlich kannte er in diesem Zusammenhang die Briefe Goethes an seine Ehefrau nicht. Die Lebenskonflikte und Verhaltensweisen sowie die Reflexion in und durch Goethes Literatur werden mit der Einbeziehung der zeitgenössischen Denkweisen von Recht und Moral zutiefst menschlich.
Die Klassik Stiftung Weimar zeigte vom 25. September bis zum 17. Dezember 2017 die Ausstellung „Charlotte von Stein. Schriftstellerin, Freundin und Mentorin“. Das Goethe- und Schiller-Archiv präsentierte zu Ehren ihres 275. Geburtstages Erinnerungsstücke, Werkmanuskripte und Bildnisse sowie Briefe aus der umfangreichen Korrespondenz mit Freunden und Familienmitgliedern. Die Zeugnisse spiegeln damit die Vielfalt ihrer geistigen und künstlerischen Interessen und vermitteln ein einprägsames, dabei aber überraschend nüchtern unsentimentales Porträt ihrer Zeit.

## Nachwelt
Der Dichter Peter Hacks schrieb 1976 den Weltbestseller Ein Gespräch im Hause Stein über den abwesenden Herrn von Goethe. Es handelt sich um ein Monodrama, in dem Charlotte von Stein in allen fünf Akten allein zum Publikum bzw. gelegentlich auch zum eigenen Ehemann spricht. Die Uraufführung der Charlotte von Stein kreierte 1976 die Dresdner Schauspielerin Traute Richter, die die Rolle über 300-mal verkörperte. Dieses überaus erfolgreiche Stück stellt eine subtile Auseinandersetzung mit dem Schicksal der Charlotte von Stein in ihrem Verhältnis zu Goethe dar.

## Kinder
- Gottlob Carl Wilhelm Friedrich von Stein (* 3. März 1765 in Weimar; † 4. März 1837 in Kochberg), Herr auf Kochberg, 1786–1796 mecklenburgisch-schwerinischer Kammerjunker und späterer Kammerherr.
- Gottlob Ernst von Stein (* 30. September 1767 in Kochberg; † 14. Juni 1787 in Wildenthal), Jagdpage am Hof in Weimar.
- Gottlob Friedrich (Fritz) Konstantin von Stein (* 26. Oktober 1772 in Weimar; † 3. Juli 1844 in Breslau), Protegé Goethes, Jurist, 1789 sachsen-weimarischer Hofjunker, Kammerassessor, seit 12. Januar 1789 Student in Jena, 1793 Besuch der Handelsakademie von Johann Georg Büsch in Hamburg, 1794 Kammerjunker, 1798 preußischer Kriegs- und Domänenrat in Breslau, 1810 Generallandschaftsrepräsentant.

Charlotte von Stein hatte außer diesen Söhnen vier Töchter, die sie frühzeitig verlor.
Nichte
- Amalie von Imhoff, verheiratete von Helvig

## Briefe
- Ludwig Rohmann (Hrsg.): Briefe an Fritz von Stein. Leipzig 1917.
- Ludwig von Urlichs (Hrsg.): Charlotte von Schiller und ihre Freunde. 3 Bände, Stuttgart 1860.
- Johann Wolfgang von Goethe: Lotte meine Lotte. Band 1: Briefe 1776–1781. Band 2: Briefe 1782–1786. Die Andere Bibliothek, Berlin 2014 (Briefe von Goethe an Charlotte von Stein).